# .38-72 Winchester
La munition .38-72 Winchester, également connu sous le nom de .38-72 WCF, est une cartouche à bourrelet à percussion centrale pour fusil introduite en 1895 pour la Winchester 1895 à levier .

## Description et performances
La charge d'origine de Winchester consistait en une munition de 275 grains (17,8 g) capable d'atteindre une vélocité de 450 m/s (1 480 ft/s).  Cette cartouche à paroi droite a été conçu pour la poudre noire plutôt que pour la poudre sans fumée. 
Outre le Winchester 1895 à levier, le .38-72 WCF a été chambré dans le fusil mono-coup Winchester 1885. 
Avec l'introduction de cartouches conçues pour la poudre sans fumée, plus performantes, le .38-72 WCF est devenu obsolète et a rapidement été rétrogradé en tant que calibre optionnel pour les modèles Winchester 1895 et 1885 La production de ces cartouches par la firme Winchester a cessé en 1936, bien que quelques fabricants en produisent de très petites quantités. Il est dorénavant plus répandu de les recharger, étant donné leur caractère de munition de collection. 